# 사하라 국제 축제
국제 사하라 축제는 튀니지 두즈에서 매년 열리는 축제이다.

## 역사
낙타 축제라고 불렸던 이 축제는 튀니지가 프랑스 통치하에 있던 1910년에 시작되었다. 1967년에는 튀니지의 초대 대통령인 하비브 부르기바의 뜻에 따라 현대적인 정체성을 갖게 되었고, 튀니지에서 가장 오래되고 잘 알려진 축제가 되었다. 유목민의 생활 방식과 전통을 사람들에게 알리고 감상하게 하는 데 평생을 바친 므함메드 마르주기(M'hammed Marzougui)가 주로 이 축제의 설립에 기여했다. 그 이후로 매년 12월 말 4일 동안 수천 명의 사람들이 주로 튀니지 전역과 다른 마그레브 국가들에서 두즈로 몰려든다.

## 축제
개막식 후 주요 행사는 베두인 텐트로 둘러싸인 사막 앞 하니에흐 경기장에서 진행된다. 낙타 마라톤, 대담한 기수들이 탄 질주하는 아랍 말들의 환상적인 공연, 베두인 결혼식, 사막 사냥개 슬루기(Sloughi)의 토끼 사냥 등이 주요 볼거리이다.
저녁에는 방문 국가들의 공연단이 노래와 춤을 선보인다. 핵심 행사는 사막 시인 압델라티프 벨가셈이 진행하는 시 대회이다.
이 축제는 전 세계의 카메라맨과 기자들이 따르는 중요한 미디어 및 관광 행사가 되었다.

## 같이 보기
- 튀니지의 축제 목록